# Gawthorpe Hall
Le Gawthorpe Hall est une maison de campagne élisabéthaine située sur les rives de la rivière Calder (en) dans la paroisse civile d'Ightenhill (en) dans le borough de Burnley (en) au Lancashire en Angleterre. Il s'agit d'un monument classé de Grade I depuis 1953.